# Ulica Bartycka w Warszawie
Ulica Bartycka – ulica w warszawskiej dzielnicy Mokotów, łącząca ulicę Czerniakowską z Siekierkami. Jest jednojezdniowa i nie posiada drogi dla rowerów. 

## Nazwa
Nazwa ulicy nadana została w 1921. Pochodzi od dawnej osady Bartyki, w stronę której ulica prowadziła.

## Ważniejsze obiekty
- Kopiec Powstania Warszawskiego
- Centrum Astronomiczne im. Mikołaja Kopernika PAN
- Centrum Badań Kosmicznych PAN